# Eric-Kandel-Gymnasium
Das Eric-Kandel-Gymnasium ist ein Gymnasium in Ahrensburg. Das ehemalige Gymnasium Am Heimgarten wurde im Jahr 2015 nach dem Nobelpreisträger Eric Kandel umbenannt. Gemeinsam mit der Gemeinschaftsschule Am Heimgarten bildet das Eric-Kandel-Gymnasium das Schulzentrum Am Heimgarten.

## Geschichte
Im August 1973 wurde das Gymnasium im Schulzentrum am Heimgarten gemeinsam mit einer Haupt- und Realschule gegründet. Seit 1993 ist das Eric-Kandel-Gymnasium als UNESCO-Projektschule anerkannt. 2004 erfolgte ein größerer Anbau, um den steigenden Schülerzahlen an beiden Schulen gerecht zu werden.
Um Verwechslungen zwischen Gymnasium und Gemeinschaftsschule auszuschließen, erfolgte im März 2015 eine Namensänderung. Nachdem zahlreiche Namen in Betracht gezogen wurden, entschied sich das Kollegium für den Namen des Nobelpreisträgers Eric Kandel. Dieser Vorschlag wurde von der Schulkonferenz bestätigt. Da mit Kandel ein Namensgeber gewählt wurde, der noch am Leben ist und an der Columbia-University in New York unterrichtet, wurde er zum offiziellen Festakt im September 2015 eingeladen, „seine“ Schule kennen zu lernen.

## Schulpartnerschaften
Es existiert eine Kooperation mit der Gemeinschaftsschule am Heimgarten.

Ostfassade des Schulzentrums mit Anbau und Cafeteria